# Siemens & Halske villamos mozdony

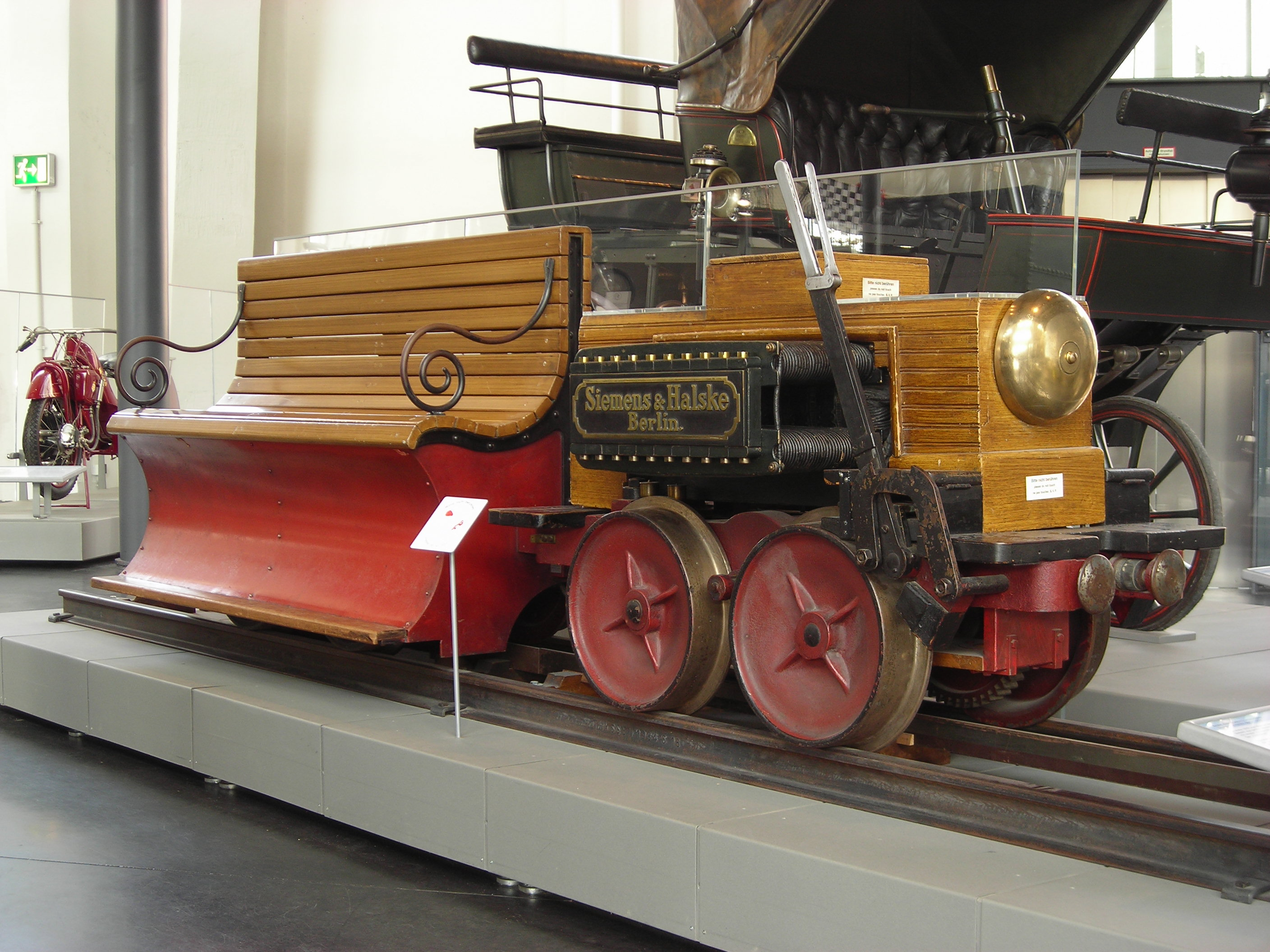
A kis mozdony a Müncheni Verkehrszentrumban

Ernst Werner von Siemens az 1876-os Berlini világkiállításon mutatta be a világnak a Siemens & Halske által gyártott kis villamosmozdonyt. Ez volt az első villamos mozdony a világon. A kiállításon kettő kocsival embereket szállított egy 300 m hosszú pályán.